# Osakia
Osakia é um gênero de mariposa pertencente à família Crambidae.